# Kazpost
Die Kazpost (kasachisch Қазпочта, russisch Казпочта) ist das nationale Postunternehmen Kasachstans. Es hat seinen Hauptsitz in Astana und ist Mitglied im Weltpostverein. Gegründet wurde die Kazpost im Jahr 1999.
Es erwirtschaftete im Jahr 2013 einen Umsatz von 30,5 Milliarden Tenge und beschäftigt rund 22.000 Mitarbeiter.

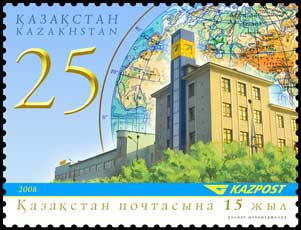
Briefmarke «15 Jahre Kazpost» (2008)
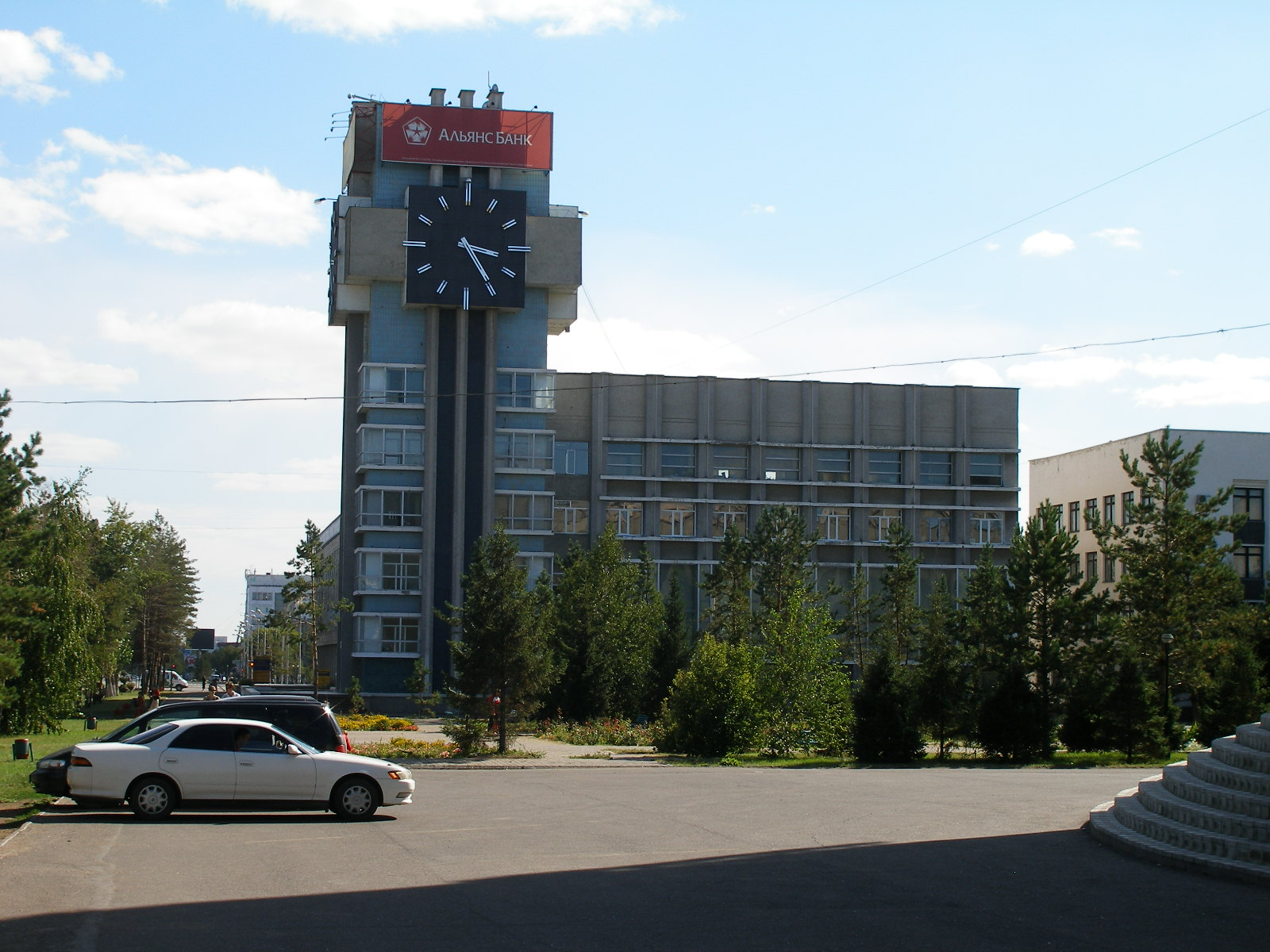
Hauptpostamt in Pawlodar